# قناری جنگلی
قناری جنگلی (نام علمی: Serinus scotops) نام یک گونه از سرده سهره دمگاه‌زرد است.